# Александра Ранковић
Александра Ранковић (рођена 8. јул 1980) је српска одбојкашица која игра на позицији средњег блокера. За репрезентацију Србије и Црне Горе играла је 2006. година на Светском првенству када је освојена историјска медаља. Одиграла је неколико мечева и за репрезентацију Србије. У Србији је играла за Одбојкашки клуб Поштар 064, а неки од иностраних клубова за које је играла су Јелисурт Истанбул, Каха де Авиља, Беледијеши, Газиантеп...